# 머드팟

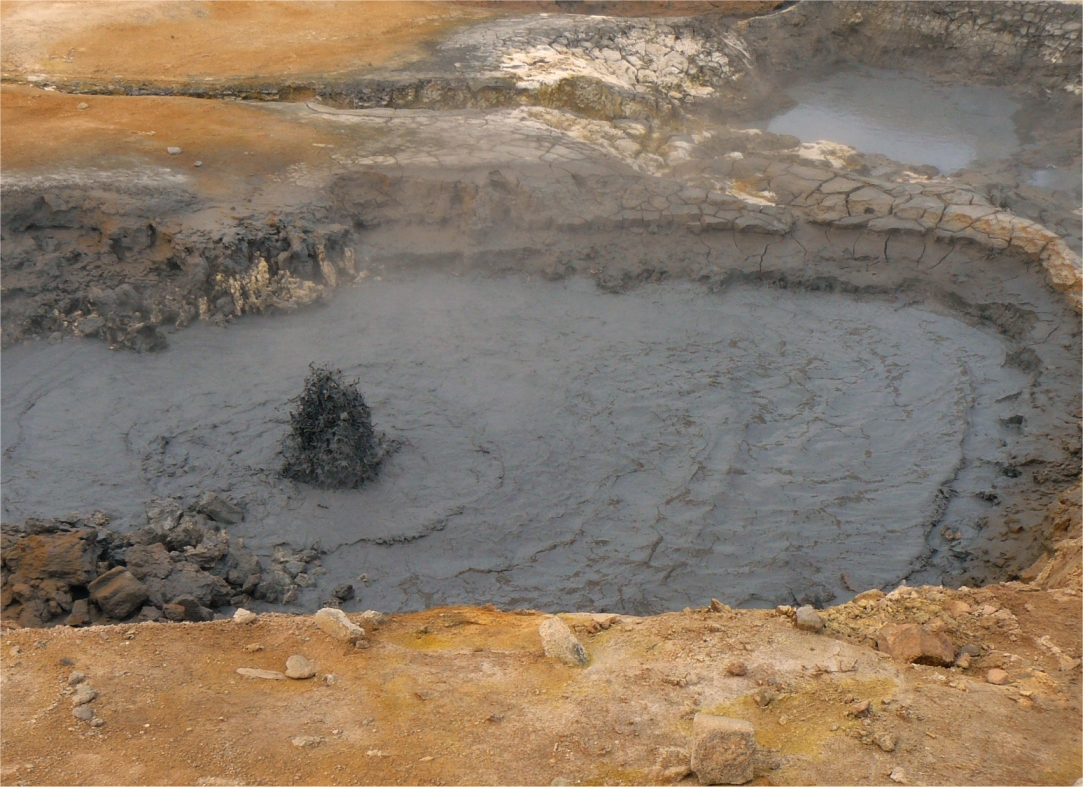
나마프얄 화산 흐베리르의 머드팟

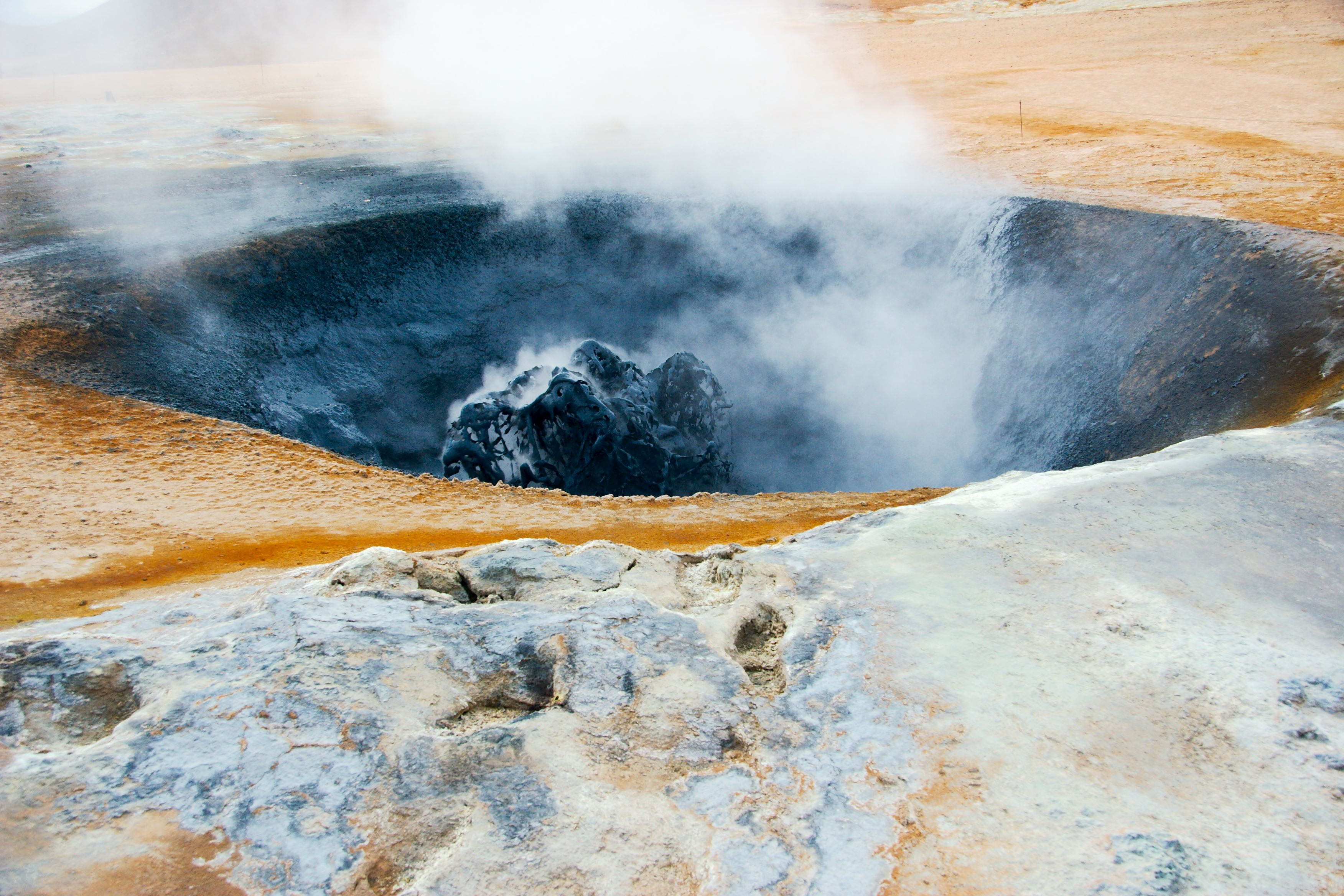
분출하는 흐베리르의 머드팟

머드팟(mudpot) 또는 머드 풀(mud pool)은 화산 지형에서 나타나는 유기공의 일종으로, 주로 지열 활동이 활발한 곳에서 나타난다. 진흙 화산의 일종이지만, 뭔가 어색하거나 다른 점이 있다.
머드팟은 전 세계적으로 널리 분포하고 있는데 그중 아이슬란드나 미국 범패스 지옥에 집중되어 있다.

## 진흙 화산과의 차이점
기존의 진흙 화산과는 달리 머드팟은 약간 다른 점을 나타낸다. 그것은 진흙 화산처럼 산 모양을 하고 있는게 아니라는 것이다. 주로 구덩이쪽에서 나타나며, 진흙 화산과는 달리 진흙의 온도도 더 뜨겁고 잘 흐르거나 튄다. 